# Ernst Mandel (Theologe)
Ernst Mandel (* 26. Januar 1841 in Neuweistritz, Landkreis Habelschwerdt, Provinz Schlesien; † 19. Januar 1901 in Niederhannsdorf, Landkreis Glatz) war ein deutscher römisch-katholischer Theologe und ab 1883 Pfarrer von Niederhannsdorf. Von 1889 bis 1901 war er Großdechant und Vikar der bis 1972 zum Erzbistum Prag gehörenden Grafschaft Glatz sowie Domherr am Breslauer Dom.

## Leben
Ernst Mandel besuchte zunächst drei Jahre das Katholische Gymnasium in Glatz und danach das Breslauer Matthias-Gymnasium. Anschließend studierte er Medizin sowie Katholische Theologie und Philosophie an der Universität Breslau. Nach dem Magisterabschluss wurde er zu weiteren Studien an die Universität München entsandt, wo er Schüler des Kirchenhistorikers Ignaz von Döllinger war und zum Dr. theol. promoviert wurde. In München wurde er am 29. Juli 1867 durch den Augsburger Bischof Pankratius von Dinkel zum Priester geweiht. Danach kehrte er in seine Heimat zurück und wirkte siebzehn Jahre als Kaplan in Wölfelsdorf, Schönfeld sowie Hilfsseelsorger in Rengersdorf. Danach wurde er Pfarrer in Niederhannsdorf, das wegen des Kulturkampfs längere Zeit auf einen Seelsorger verzichten musste.
Nach dem Tod des Großdechanten Ernst Hoffmann wurde Ernst Mandel am 25. Oktober 1889 vom Prager Erzbischof Franz von Schönborn zu dessen Nachfolger ernannt. Später erhielt er noch den Ehrentitel eines Päpstlichen Hausprälats sowie eines Domherrn in Breslau.

## Veröffentlichungen
- Professor Häckels natürliche Entstehung des Menschen (Anthropogenie) kritisch beleuchtet: ein Beitrag zur Kenntnis des Christentums gegen die moderne materialistische Weltanschauung. Dissertation, Regensburg 1883, Verlag Manz
- Gott segne dich, Jesus mein alles, Katholisches Gebetbuch zur besonderen Verehrung der hlst. Herzen Jesu und Maria, 1890
- Quelle des Heils. Andachtsbuch zur Verehrung des Heiligsten Herzen Jesu, zugleich enthaltend Meß-, Beicht-, Communion- und andere Gebete und Lieder. München 1890, Verlag von A. Scholz